# Marilena Vlădărău
Marilena Vlădărău, házassága után Perețeanu (Bukarest, 1963. augusztus 16. –) világbajnok román szertornász, edző, nemzetközi sportbíró.

## Életpályája
A bukaresti Triumf sportklubban kezdett tornázni, Cristina és Ioan Patru irányításával. A román válogatottba kerülve edzői Károlyi Márta és Béla voltak.

### Juniorként
Az 1978-as junior Európa-bajnokságon felemás korláton és gerendán ezüstérmet szerzett, egyéni összetettben ötödik, ugrásban pedig nyolcadik helyet végzett.
Ugyanazon évben az Ifjúsági Barátság Versenyen a csapattal harmadik, felemás korláton pedig hetedik helyezést ért el.

### Felnőttként

#### Nemzetközi eredmények
Románia kétoldalú találkozói közül 1978-ban a Nyugat-Németország-Románián negyedik, 1979-ben a Nagy-Britannia-Románián hatodik helyezést ért el egyéni összetettben.
Románia Nemzetközi Bajnokságán egyéni összetettben 1979-ben ötödik, 1980-ban hatodik helyen végzett.
Pályafutása során kétszer vett részt világbajnokságon, először 1978-ban Strasbourg-ban, ahol ezüstérmes lett a csapattal (Nadia Comăneci, Éberle Emília, Teodora Ungureanu, Anca Grigoraş, Marilena Neacşu), másodszor 1979-ben Fort Worth-ban, ahol a csapattal (Nadia Comăneci, Éberle Emília, Melita Rühn, Rodica Dunca) a román válogatott első világbajnoki címét szerezték meg.
Az 1980. évi nyári olimpiai játékokon Moszkvában csupán tartaléktagja volt a válogatottnak.

### Visszavonulása után
Visszavonulása után 1998-ban férjével, Benone Perețeanuval Angliában voltak edzők.
Nemzetközi sportbíróként számos vetélkedőn bíráskodott.
Jelenleg (2017) férjével együtt a bukaresti Triumf sportklubban vezetőedző, tanítványa volt többek közt Alexandra Marinescu is.
Emellett egy bukaresti fitneszteremben aerobikedzőként is tevékenykedik.

## Díjak, kitüntetések
1981-ben Kiváló Sportolói címmel tüntették ki.
A Román Torna Szövetség 1978-ban beválasztotta az év tíz legjobb női sportolója közé.
2000-ben a Hűséges Szolgálat Nemzeti Érdemérem III. osztályával tüntették ki.